# 5-HT1-рецептор
5-HT1-рецепторы — семейство серотониновых рецепторов, включающее рецепторы 5-HT1A, 5-HT1B, 5-HT1D, 5-HT1E, 5-HT1F, участвующие в таких процессах, как регуляция функций психики, купирование приступов мигрени, регуляция памяти, когнитивных функций. Нейромедиатором в этих рецепторах является 5-гидрокситриптамин (5-HT, серотонин).